# Tebing Tanjung Selamat
Tebing Tanjung Selamat is een bestuurslaag in het regentschap Langkat van de provincie Noord-Sumatra, Indonesië. Tebing Tanjung Selamat telt 9634 inwoners (volkstelling 2010).